# Der alltägliche Kampf
Der alltägliche Kampf (französisch Le Combat ordinaire) ist ein vierteiliger Comic von Manu Larcenet, koloriert von dessen Bruder Patrice. Er erzählt die Geschichte eines Fotografen auf der Suche nach seinem Platz im Leben vor dem Hintergrund persönlicher Ängste, prekärer Arbeitsverhältnisse, dem Älterwerden und dem Übernehmen von Verantwortung.

## Handlung

### Kapitel 1
Marco, ein junger Fotograf, der durch seine Arbeiten in Krisengebieten bekannt geworden ist, hat sich aufs Land zurückgezogen und weiß noch nicht, wie es mit ihm beruflich weitergehen soll. Dort verliebt er sich in die Tierärztin Émilie, will sich aber nicht wirklich binden und es kommt zum Streit, weil sie irgendwann auch Kinder bekommen möchte, eine Verantwortung, die Marco nicht tragen will. Während er hin und wieder mit seinem Bruder in der Stadt „fette Tüten“ raucht, sind die Besuche bei den Eltern eher anstrengend, zumal der Vater vergesslich wird. Der freundliche Nachbar auf dem Land stellt sich als ein ehemaliger Offizier seines Vaters im Algerienkrieg heraus, der Zivilisten gefoltert hat. Marco bricht den Kontakt zu ihm ab. Er erkennt, dass er ohne Émilie nicht leben möchte.

### Kapitel 2
Marco erfährt von der Alzheimer-Erkrankung seines Vaters. Dass sein Bruder mittlerweile Vater einer Tochter geworden ist, erhöht den Druck auf ihn in seiner Beziehung zu Émilie. Beruflich geht es aufwärts: Seine Porträts von Arbeitern einer Werft, auf der früher sein Vater gearbeitet hat, werden in einer Ausstellung zusammen mit Arbeiten von bekannten Fotografen ausgestellt. Kurz darauf teilt ihm seine Mutter mit, dass sich sein Vater umgebracht hat.

### Kapitel 3
Nach der Beerdigung seines Vaters hilft Marco seiner Mutter, die Hinterlassenschaften seines Vaters aufzuräumen. Dabei findet er ein Tagebuch, in dem nur Naturbeobachtungen und Alltäglichkeiten aufgeschrieben sind, aber kein Wort über ihn oder seinen Bruder. Er spricht mit seiner Mutter und den früheren Arbeitskollegen seines Vaters, um mehr über seinen Vater zu erfahren, zuletzt sogar wieder mit seinem Nachbarn, dem ehemaligen Offizier. Beruflich läuft es für Marco immer besser: Seine Porträts der Werftarbeiter sollen in einem Buch herausgegeben werden, das den Niedergang dieses Industriezweiges zeigen soll. Émilie erfährt, dass sie schwanger ist.

### Kapitel 4
Marco und Émilie sind Eltern der kleinen Maude geworden. Während sich Marco immer noch schwer damit tut, die Verantwortung als Vater zu übernehmen, kommt es zur Schließung und zum Abriss der Werft, mit der er groß geworden ist. Sein Nachbar, seine andere Verbindung zur Vergangenheit, ist gestorben und Marco erfährt es nur zufällig. Zuletzt weiß Marco, dass er Fotograf bleiben will.

## Veröffentlichungen
Die Geschichte wurde 2003 bis 2008 in vier Bänden bei Dargaud veröffentlicht. 2010 erschien eine Gesamtausgabe. Die deutsche Übersetzung von Barbara Hartmann und Kai Wilkens veröffentlichte Reprodukt 2004 bis 2008, die Gesamtausgabe 2011. Es gibt weitere Übersetzungen ins Englische, Finnische, Italienische, Niederländische, Polnische, Spanische und Türkische. In der Gesamtausgabe wurden aus den einzelnen Titeln durchnummerierte Kapitel.
- Le Combat ordinaire. Dargaud, 2003, ISBN 2-205-05425-2
  - Der alltägliche Kampf 1. Reprodukt, 2004, ISBN 978-3-931377-47-2
- Les Quantités négligeables. Dargaud, 2004, ISBN 2-205-05589-5
  - Der alltägliche Kampf 2: Belanglosigkeiten. Reprodukt, 2005, ISBN 978-3-938511-05-3
- Ce qui est précieux. Dargaud, 2006, ISBN 2-205-05791-X
  - Der alltägliche Kampf 3: Kostbarkeiten. Reprodukt, 2006, ISBN 978-3-938511-73-2
- Planter des clous. Dargaud, 2008, ISBN 978-2-205-06140-6
  - Der alltägliche Kampf 4: Gewissheiten. Reprodukt, 2008, ISBN 978-3-941099-05-0
- Le Combat ordinaire. Intégrale. Dargaud, 2010, ISBN 978-2-205-06236-6
  - Der alltägliche Kampf – Gesamtausgabe. Reprodukt, 2011, ISBN 978-3-941099-26-5

## Verfilmung
Der Comic wurde 2015 unter der Regie von Laurent Tuel mit Nicolas Duvauchelle in der Hauptrolle verfilmt.

## Auszeichnungen
Auf dem 31. Festival International de la Bande Dessinée d’Angoulême 2004 wurde der erste Band als „Bestes Album“ (Prix du meilleur album) ausgezeichnet. Ein Jahr später erhielt der zweite Band ebenfalls in Angoulême den Prix Tournesol und den Preis der Jury œcuménique de la bande dessinée. 2008 bekam der Comic auf der Comicon Neapel den Premio Micheluzzi als bester ausländischer Comic.

## Nachweise
1. ↑  Der alltägliche Kampf bei IMDb
2. ↑  Manu Larcenet auf www.dargaud.com, abgerufen am 23. September 2019
3. 1 2  Manu Larcenet auf www.europecomics.com, abgerufen am 23. September 2019
4. ↑  Prix du Jury Oecuménique 2005 auf joeldlbd.fr, abgerufen am 23. September 2019